# La Paz (Honduras)
La Paz ist eine Stadt und eine Gemeinde in Honduras. Sie ist die Hauptstadt des Departamento La Paz. 2013 hatte die Stadt 24.617 Einwohner und die Gemeinde hatte eine Einwohnerzahl von 43.980.

## Geografie
La Paz liegt 750 m über dem Meeresspiegel in einem Gebiet mit bergigem Terrain und dichtem Dschungel.

## Geschichte
Die Stadt geht auf das Jahr 1750 zurück, als zwei spanische Kolonien in der Gegend existierten. Der Titel der Stadt wurde am 14. September 1848 verliehen, als der Name „La Paz“ durch ein Dekret von Comayagua offiziell anerkannt wurde; 1861 erhielt sie den Status einer Stadt, und 1869 wurde sie zum Sitz des Departamentos.

## Wirtschaft
Zu den wichtigsten Wirtschaftszweigen in und um die Stadt gehören der Agaven- und Kaffeeanbau, die Viehzucht, die Holzverarbeitung, die Gerberei, die Destillation und der Bergbau.